# Шульгин, Николай Иванович
Николай Иванович Шульгин (25 ноября [7 декабря] 1832, Херсонская губерния — 21 марта [2 апреля] 1882, Санкт-Петербург) — русский публицист, журналист, переводчик; редактор журналов «Дело» и «Живописное обозрение».

## Биография
Родился 25 ноября (7 декабря) 1832 года в селе Тимофеевка Херсонской губернии, в имении своего деда.
По окончании в 1851 году 1-го московского кадетского корпуса служил в артиллерии; участвовал в Крымской войне: был в числе защитников Севастополя, под Инкерманом получил тяжелую контузию, последствия которой проявлялись в течение всей его дальнейшей жизни.
В 1858 году вышел в отставку с военной службы и поселился в Ново-Миргороде. С 1860 года жил в Санкт-Петербурге, посвятив себя, главным образом, литературному труду.
Некоторое время участвовал в переводе с английского «Истории цивилизации Англии» Г. Т. Бокля, которую осуществляли А. Н. Буйницкий и Ф. Н. Ненарокомов. Затем он работал, в качестве сотрудника, во «Времени», в «Современном слове», в «Осе» (сатирический листок при журнале «Якорь», которую он непродолжительное время редактировал в 1864 году — с № 37 по № 45), в газетах «Русь», а также «Народное богатство», в которой состоял неофициальным редактором; писал под псевдонимом «Николай Иванов».
С 1866 года совместно с Г. Е. Благосветловым издавал журнал «Дело», в котором вёл иногда политическую и общественную хронику, и поместил несколько статей по экономическим вопросам («Наша земская попытка», «Статистические программы» и др.); занимался переводами с французского, английского и итальянского языков, знал также языки: польский, сербский и немецкий.
В 1879 году после смерти Д. А. Карч-Карчевского принял на себя издание журнала «Живописное обозрение».
Умер 21 марта (2 апреля) 1882 года в Санкт-Петербурге. Похоронен на Никольском кладбище Александро-Невской лавры.